# Slammy Award 2010
De Slammy Award 2010, waarbij prijzen werden uitgereikt in verschillende categorieën voor de beste professionele worstelaars van World Wrestling Entertainment, vond plaats op 13 december 2010 in het Smoothie King Center (New Orleans Arena) in New Orleans.

## Prijzen
| Poll                                            | Gepresenteerd door                              | Resultaten |
| ----------------------------------------------- | ----------------------------------------------- | --- |
| Best Performance By a Winged Specimen           | WWE.com (via website gestemd)                   | - Raw Chicken |
| Best Use of Exercise Equipment                  | WWE.com                                         | - Rosa Mendes gebruikte een "Shake-Weight" |
| Most Menacing Haircut                           | WWE.com                                         | - Tyler Reks |
| Best Family Values                              | WWE.com                                         | - Kane beats up Jack Swagger Sr. |
| Superstar/Diva Most in Need of Make-up          | WWE.com                                         | - Sheamus |
| Cole in Your Stocking                           | WWE.com                                         | - Daniel Bryan beats up Michael Cole on NXT |
| Outstanding Achievement of Baby Oil Application | WWE.com                                         | - Cody Rhodes |
| Frequent Tweeter Award                          | WWE.com                                         | - Goldust |
| Best WWE.com Exclusive TV Show                  | WWE.com                                         | - WWE NXT |
| Most Annoying Catchphrase                       | WWE.com                                         | - Zack Ryder voor "Woo Woo Woo You Know It." |
| Shocker of the Year                             | David Arquette                                  | - Het debuut van The Nexus - The Miz diende de Money in the Bank in en bekwam een WWE Champion - Paul Bearer keerde zich tegen The Undertaker - Randy Orton telde Chris Jericho uit |
| Despicable Me Award                             | Kelly Kelly en Tyson Kidd (met Jackson Andrews) | - CM Punk zong "Happy Birthday" aan Rey Mysterio's dochter - Vince McMahon viel Bret Hart aan - Drew McIntyre verhinderde Theodore Long - Kane begroef The Undertaker levend |
| Guest Star Shining Moment of the Year           | Santino Marella en Vladimir Kozlov              | - Pee-wee Herman vs. The Miz - Mike Tyson deelde een klap uit aan Chris Jericho - Wayne Brady kreeg een "RKO" van Randy Orton - William Shatner zong WWE-entree's |
| Holy %&^*%&* Move of the Year                   | Jerry Lawler en Vickie Guerrero                 | - John Cena zond Batista door de stage met een "Attitude Adjustment" - John Morrison dook vanaf de set in de richting van Daniel Bryan en The Miz - Kofi Kingston raakte vanuit de ladder Drew McIntyre met zijn "leg drop" tegen de tafel van de commentatoren - Randy Orton voerde een "RKO" uit aan de vliegende Evan Bourne |
| WWE Universe Fan Reaction of the Year           | David Arquette                                  | - "Miz-Girl" Cayley" |
| "Oh Snap" Meltdown of the Year                  | Edge en Christian                               | - Edge vernielde de laptop van "Raw General Manager" - Big Show vernielde Jack Swaggers trofeeën - Alberto Del Rio blesseerde Rey Mysterio's arm met een stalen stoel - Batista verliet de WWE |
| Knucklehead Moment of the Year                  | JTG en William Regal                            | - Team Lay-Cool (Layla El en Michelle McCool) werden verslagen door Mae Young - Big Show ontmaskerde de kale CM Punk - Beth Phoenix elimineerde The Great Khali op Royal Rumble - Santino Marella werd eruit gedanst door Vladimir Kozlov                                                                                       |
| WWE Diva of the Year                            |                                                 | - Michelle McCool |
| WWE Moment of the Year                          | Big Show                                        | - The Undertaker vs. Shawn Michaels in Michaels' laatste match - Wade Barrett ontsloeg John Cena - Sheamus viel Triple H aan - Chris Jericho vs. Edge op WrestleMania XXVI |
| Superstar of the Year                           | Theodore Long                                   | - John Cena - Randy Orton - Edge - Rey Mysterio - Kane - The Miz |

#### Diva Battle royal
| Diva            | Brand     | Orde van eliminatie | Geëlimineerd door |
| --------------- | --------- | ------------------- | ----------------- |
| Alicia Fox      | Raw       | 13                  | Natalya           |
| Beth Phoenix    | SmackDown | 11                  | Michelle McCool   |
| Brie Bella      | Raw       | 6                   | Lay-Cool          |
| Eve Torres      | Raw       | 5                   | Alicia Fox        |
| Gail Kim        | Raw       | 12                  | Natalya           |
| Kaitlyn         | SmackDown | 1                   | Tamina            |
| Kelly Kelly     | SmackDown | 8                   | Layla             |
| Layla           | SmackDown | 10                  | Beth Phoenix      |
| Maryse          | Raw       | 7                   | Natalya           |
| Melina          | Raw       | 9                   | Beth Phoenix      |
| Michelle McCool | SmackDown | WINNAAR             |                   |
| Natalya         | Raw       | 14                  | Michelle McCool   |
| Nikki Bella     | Raw       | 4                   | Eve Torres        |
| Rosa Mendes     | SmackDown | 2                   | Tamina            |
| Tamina          | Raw       | 3                   | The Bella Twins   |